# Limesgracht
De Limesgracht is een straat in Paramaribo die loopt van de Zwartenhovenbrugstraat naar de Frederik J.A. Murraystraat.

## Bouwwerken
De Limesgracht was in het verleden een sloot. Erachter lag een weiland dat zo drassig was, dat koeien er met hun poten in wegzakten. Het gebied erachter heet Frimangron, waar in de 18e eeuw vrijgekomen slaven kwamen wonen. De Limesgracht werd later een straat en vormt een van de grenzen van de woonwijk Frimangron.
De Limesgracht begint aan de Zwartenhovenbrugstraat en kent vanaf daar afslagen naar rechts naar de A.L. Waaldijkstraat, Laat en Dadelstraat, en Hofstraat en vervolgens kruisingen met de Frederik Derbystraat en Affi Jabbastraat en een afslag naar links naar de Koningstraat.
Na de kruising met de Johan Adolf Pengelstraat staan er aan de rechterzijde het hoofdkantoor van de Regionale Gezondheidsdienst (RGD), het resocialisatie- en jeugddoorgangscentrum Opa Doeli, het parket van de procureur-generaal en de achterzijde van de hoofdkazerne van de brandweer aan de Verlengde Gemenelandsweg.
Vervolgens zijn er een afslag naar links naar de Gebroeders Penardstraat, kruisingen met de Harry Vosstraat, Uriah Morpurgostraat en Daniël Coutinhostraat en loopt de Limesgracht uit op de Frederik J.A. Murraystraat.

## Gedenkteken
Het volgende gedenkteken staat in de straat:
| Onderwerp                     | Type        | Kunstenaar | Onthulling | Omschrijving                                      | Foto |
| ----------------------------- | ----------- | ---------- | ---------- | ------------------------------------------------- | ---- |
| Borstbeeld van Jozef Weidmann | borstbeeld  | Jozef Klas | 1966       | Jozef Weidmann, voorvechter Kiesrecht in Suriname |      |
| Gedenksteen voor Lieve Hugo   | gedenkplaat | ?          | 2023       | Lieve Hugo, vooraanstaand Kaseko-zanger           |      |